# Чистов, Николай Александрович
Николай Александрович Чистов (1909—1989) — старшина Рабоче-крестьянской Красной Армии, участник Великой Отечественной войны, Герой Советского Союза (1943).

## Биография
Николай Чистов родился 9 мая 1909 года в Москве. После окончания начальной школы проживал и работал в Гжатске. В 1928—1930 годах проходил службу в Рабоче-крестьянской Красной Армии. В 1941 году Чистов повторно был призван в армию и направлен на фронт Великой Отечественной войны.
К сентябрю 1943 года старшина Николай Чистов был разведчиком 346-й отдельной разведроты 253-й стрелковой дивизии 40-й армии Воронежского фронта. Отличился во время битвы за Днепр. 25 сентября 1943 года Чистов одним из первых переправился через Днепр в районе села Великий Букрин Мироновского района Киевской области Украинской ССР и принял активное участие в боях за захват и удержание плацдарма на его западном берегу. Лично участвовал в отражении немецких контратак, передавал командованию данные о противнике по радиосвязи.
Указом Президиума Верховного Совета СССР от 29 октября 1943 года старшина Николай Чистов был удостоен высокого звания Героя Советского Союза с вручением ордена Ленина и медали «Золотая Звезда».
После окончания войны Чистов был демобилизован. Проживал и работал в посёлке Родники Раменского района Московской области. Скончался в 1989 году.
Был также награждён орденом Отечественной войны 1-й степени и рядом медалей.